# ハーポ・マルクス
アーサー・"ハーポ"・マルクス（Arthur "Harpo" Marx、1888年11月23日 - 1964年9月28日）は、アメリカのコメディアン、俳優、音楽家。「マルクス兄弟」の次男として、舞台・映画に出演した。

## 来歴
1888年11月23日にニューヨークのマンハッタンで、ユダヤ系移民の家庭に生まれる。家庭の貧しさから、8歳で学校を中退し、様々な職業を経験する。1910年から、兄のチコ、弟のグルーチョとガンモと共にヴォードヴィルの舞台に立ち、アメリカの各地で公演を行うようになる。幼い頃から音楽の素質があり、特にハープの演奏を好んだため、「ハーポ」という芸名が与えられた。ハープはもともと独学であり、のちに専門家の教えを受け正しい演奏法を身につけている。なお、ハーポの本名はもともと「アドルフ」であったが、それを嫌ったハーポは1911年までに「アーサー」に改名している。
ブロードウェイでの成功ののち、チコ、グルーチョ、そして末っ子のゼッポと共に、ハーポはパラマウントと契約、映画制作に乗り出した。ハーポは、主にチコと相棒の関係にあるキャラクターを演じていた。また、得意のハープ演奏は映画でも定番となり、ほとんどの作品でハーポの演奏シーンが用意されている。
ハーポのキャラクターの特徴は、彼が決して喋らないことにある。台詞を中心としたグルーチョとチコのスタイルとは対照的に、ハーポの演じるギャグは視覚的だった。特に小道具を用いることが多く、トレードマークである大きなコートのポケットから様々な奇想天外なアイテムを取り出すことで笑いを生む手法が定番だった。また、言葉を使わずに意志を表現するために、パントマイムの技術もしばしば用いた。仕草や、オーバーな表情で表現したり、口笛やこれもトレードマークの一つであるクラクションを鳴らすことで周囲とコミュニケーションを取るという手法がとられている。さらに、ハーポは赤みがかった金髪の巻き毛のかつらや、シルクハットを身につけ、キャラクターを際立たせていた。
パラマウントとの契約満了後は、グルーチョ、チコと共に1949年まで映画出演を続ける。映画界を離れたのちは目立った活動はなかったが、しばしばテレビに出演し健在ぶりを見せ、ときには映画では聞くことのできなかった肉声を披露していた。1961年には自伝『Harpo Speaks』を発表した。
ハーポは1964年9月28日に、ロサンゼルスにおいて心不全で死去した。グルーチョの息子アーサーはのちに、父が泣いているのを見たのはハーポの葬儀の際だけだったと語っている。

## 主な出演作品
映画
- Too Many Kisses（1925年）[3]
- ココナッツ The Cocoanuts（1929年）
- けだもの組合 Animal Crackers（1930年）
- いんちき商売 Monkey Business（1931年）
- 御冗談でショ Horse Feathers（1932年）
- 我輩はカモである Duck Soup（1933年）
- オペラは踊る A Night at the Opera（1935年）
- マルクス一番乗り A Day at the Races（1937年）
- ルーム・サーヴィス Room Service（1938年）
- マルクス兄弟珍サーカス At the Circus（1939年）
- マルクスの二挺拳銃 Go West（1940年）
- マルクス兄弟デパート騒動 The Big Store（1941年）
- マルクス捕物帖 A Night In Casablanca（1946年）
- ラヴ・ハッピー Love Happy（1949年）

テレビ
- アイ・ラブ・ルーシー（1955年）[4]